# Michał Czaplicki
Michał Czaplicki herbu Lubicz – skarbnik chęciński w 1793 roku, komornik graniczny sandomierski w 1785 roku, wicesgerent grodzki chęciński w 1773 roku.
Był komisarzem Sejmu Czteroletniego z powiatu chęcińskiego województwa sandomierskiego do szacowania intrat dóbr ziemskich w 1789 roku.